# Sauromalus australis
Sauromalus australis là một loài bò sát trong họ Kỳ nhông (Iguanidae). S. australis sống ở đông bắc Baja California và đông Baja California Sur ở México.